# Trysanor cicatricosa
Trysanor cicatricosa är en insektsart som beskrevs av Williams och Ronald Gordon Fennah 1980. Trysanor cicatricosa ingår i släktet Trysanor och familjen Ricaniidae. Inga underarter finns listade i Catalogue of Life.